# Jean-Pierre Munch
Jean-Pierre Munch (Estrasburg, 12 de juny de 1926 - Estrasburg, 17 d'octubre de 1996) va ser un ciclista francès que fou professional entre 1951 i 1955. En el seu palmarès destaca la París-Niça de 1953.
El seu fill Paul també fou ciclista professional.

## Palmarès
- 1952
  - 1r a la Nancy-Estrasburg
- 1953
  - 1r de la París-Niça i vencedor de 2 etapes